# Вилхелм Сьот
Вилхелм Сьот (на немски: Wilhelm Söth) е германски офицер, който служи по време на Втората световна война.

## Живот и кариера
Вилхелм Сьот е роден на 15 февруари 1903 г. в Холщайн, Германия. През 1921 г. се присъединява към армията и е зачислен към 6-и пехотен полк. През 1933 г. напуска армията със звание вахтмайстер от артилерията. През 1934 г. се завръща и произведен в оберлейтенант. Между 1938 и 1943 г. командва 2-ри батальон от 56-и артилерийски полк. На 1 април 1942 г. е издигнат в чин оберстлейтенант. На 1 април 1943 г. поема командването на 73-ти танков артилерийски полк. На 1 август 1943 г. е издигнат в чин оберст. На 27 юли 1944 г. поема 1131-ва гренадирска бригада. Между 20 януари 1945 и 18 април 1945 г. му е поверено командването на 3-та танкова дивизия. На 30 януари 1945 г. е издигнат в чин генерал-майор.
След войната, през 1950-те години живее в Хамбург. Умира на 6 юли 1978 г.

## Награди
- Рицарски кръст – 28 ноември 1940 г.
- Германски кръст, златен – 27 май 1942 г.